# 兴奋-收缩耦联
兴奋-收缩耦联（英語：excitation-contraction (EC) coupling）是一个于1952年创造出来的术语，用于表述肌肉将电刺激转变为机械反应的生理学过程。这一过程是肌肉生理学的基本法则，其中的电刺激通常是动作电位而机械反应则是肌肉的收缩。在许多疾病中，兴奋收缩耦联常常失控。尽管兴奋收缩耦联已经发现了过半个世纪，但它在生物医学研究中仍是一个活跃领域。此过程的基本框架是：动作电位到达使得细胞膜去极化。根据肌肉类型的不同而机制各异，这一去极化导致胞质溶胶钙离子的浓度激增（这一过程又称为钙瞬变）。这一钙浓度激增激活了钙敏感性收缩蛋白，继而利用ATP提供的能量以导致细胞收缩。